# Carles Martínez Novell
Carles Martínez Novell (Barcellona, 18 maggio 1984) è un allenatore di calcio spagnolo, tecnico del Tolosa.

## Carriera
Ha iniziato la carriera nel settore giovanile del Granollers, con cui è rimasto per 10 stagioni, prima di passare all'Espanyol prima e al Barcellona poi. Si è in seguito trasferito all'Al-Rayyan; nel 2020 è diventato il tecnico della nazionale Under-20 del Kuwait.
L'8 dicembre 2022 diventa il vice di Philippe Montanier al Tolosa; il 14 giugno 2023 lo sostituisce alla guida della prima squadra piazzandosi 11º in Ligue 1 al suo primo anno.

## Statistiche

### Statistiche da allenatore
Statistiche aggiornate al 19 luglio 2024
| Stagione        | Squadra         | Campionato      | Campionato | Campionato | Campionato | Campionato | Coppe nazionali | Coppe nazionali | Coppe nazionali | Coppe nazionali | Coppe nazionali | Coppe continentali | Coppe continentali | Coppe continentali | Coppe continentali | Coppe continentali | Altre coppe | Altre coppe | Altre coppe | Altre coppe | Altre coppe | Totale | Totale | Totale | Totale | % Vittorie | Piazzamento |
| Stagione        | Squadra         | Comp            | G          | V          | N          | P          | Comp            | G               | V               | N               | P               | Comp               | G                  | V                  | N                  | P                  | Comp        | G           | V           | N           | P           | G      | V      | N      | P      | %          | Piazzamento |
| --------------- | --------------- | --------------- | ---------- | ---------- | ---------- | ---------- | --------------- | --------------- | --------------- | --------------- | --------------- | ------------------ | ------------------ | ------------------ | ------------------ | ------------------ | ----------- | ----------- | ----------- | ----------- | ----------- | ------ | ------ | ------ | ------ | ---------- | ----------- |
| 2023-2024       | Tolosa          | L1              | 34         | 11         | 10         | 13         | CF              | 2               | 1               | 1               | 0               | UEL                | 8                  | 3                  | 3                  | 2                  | SF          | 1           | 0           | 0           | 1           | 45     | 15     | 14     | 16     | 33,33      | 11°         |
| 2024-2025       | Tolosa          | L1              | 34         | 11         | 9          | 14         | CF              | 3               | 1               | 1               | 1               | -                  | -                  | -                  | -                  | -                  | -           | -           | -           | -           | -           | 37     | 12     | 10     | 15     | 32,43      | 10°         |
| Totale carriera | Totale carriera | Totale carriera | 68         | 22         | 19         | 27         |                 | 5               | 2               | 2               | 1               |                    | 8                  | 3                  | 3                  | 2                  |             | 1           | 0           | 0           | 1           | 82     | 27     | 24     | 31     | 32,93      |             |